# Peter Sullivan
Peter Sullivan (* 25. června 1951, Toronto, Ontario) je bývalý kanadský hokejový útočník.

## Ocenění a úspěchy
- 1975 AHL - Willie Marshall Award
- 1975 AHL - All-Star Team
- 1982 NLA - Nejlepší střelec

## Prvenství
- Debut v NHL - 10. října 1979 (Pittsburgh Penguins proti Winnipeg Jets)
- První gól v NHL - 10. října 1979 (Pittsburgh Penguins proti Winnipeg Jets, brankáři Greg Millen)
- První asistence v NHL - 14. října 1979 (Winnipeg Jets proti Colorado Rockies)

## Klubová statistika
| Sezóna        | Klub                  | Soutěž        |     | Základní část | Základní část | Základní část | Základní část | Základní část |    | Play off | Play off | Play off | Play off | Play off |
| Sezóna        | Klub                  | Soutěž        | Z   | G             | A             | B             | TM            | Z             | G  | A        | B        | TM       |          |          |
| 1968-69       | Peterborough Petes    | OHA           | 4   | 1             | 0             | 1             | 0             | —             | —  | —        | —        | —        |          |          |
| 1969-70       | Oshawa Generals       | OHA           | 52  | 40            | 30            | 70            | 16            | —             | —  | —        | —        | —        |          |          |
| 1970-71       | Oshawa Generals       | OHA           | 61  | 29            | 23            | 52            | 26            | —             | —  | —        | —        | —        |          |          |
| 1971-72       | Muskegon Mohawks      | IHL           | 1   | 0             | 0             | 0             | 0             | —             | —  | —        | —        | —        |          |          |
| 1971-72       | St. Petersburg Suns   | EHL           | 5   | 2             | 1             | 3             | 0             | —             | —  | —        | —        | —        |          |          |
| 1971-72       | Mount Royal College   | AJHL          | 26  | 14            | 19            | 33            | 4             | —             | —  | —        | —        | —        |          |          |
| 1972-73       | Nova Scotia Voyageurs | AHL           | 39  | 10            | 14            | 24            | 8             | 13            | 1  | 0        | 1        | 2        |          |          |
| 1973-74       | Nova Scotia Voyageurs | AHL           | 74  | 30            | 40            | 70            | 22            | 6             | 5  | 4        | 9        | 2        |          |          |
| 1974-75       | Nova Scotia Voyageurs | AHL           | 75  | 44            | 60            | 104           | 48            | 6             | 2  | 6        | 8        | 5        |          |          |
| 1975-76       | Winnipeg Jets         | WHA           | 78  | 32            | 39            | 71            | 22            | 13            | 6  | 7        | 13       | 0        |          |          |
| 1976-77       | Winnipeg Jets         | WHA           | 78  | 31            | 52            | 83            | 18            | 20            | 7  | 2        | 19       | 2        |          |          |
| 1977-78       | Winnipeg Jets         | WHA           | 77  | 16            | 39            | 55            | 43            | 9             | 3  | 4        | 7        | 4        |          |          |
| 1978-79       | Winnipeg Jets         | WHA           | 80  | 46            | 40            | 86            | 24            | 10            | 5  | 9        | 14       | 2        |          |          |
| 1979-80       | Winnipeg Jets         | NHL           | 79  | 24            | 35            | 59            | 20            | —             | —  | —        | —        | —        |          |          |
| 1980-81       | Winnipeg Jets         | NHL           | 47  | 4             | 19            | 23            | 20            | —             | —  | —        | —        | —        |          |          |
| 1981-82       | Wichita Wind          | CHL           | 15  | 12            | 11            | 23            | 0             | 7             | 5  | 2        | 7        | 0        |          |          |
| Celkem ve WHA | Celkem ve WHA         | Celkem ve WHA | 313 | 125           | 170           | 295           | 107           | 52            | 21 | 22       | 43       | 8        |          |          |
| Celkem v NHL  | Celkem v NHL          | Celkem v NHL  | 126 | 28            | 54            | 82            | 40            | —             | —  | —        | —        | —        |          |          |